# Filips van Palts-Sulzbach
Filips van Palts-Sulzbach (Sulzbach, 20 januari 1630 - Neurenberg, 4 april 1703) was de jongste zoon van August van Palts-Sulzbach en Hedwig van Sleeswijk-Holstein-Gottorp. Hij trad als legeraanvoerder in dienst van verschillende grootmachten.

## Biografie
Filips begon zijn militaire carrière in dienst van het Lotharingse leger. Tijdens de Noordse Oorlog (1655-1660) trad hij in Zweedse dienst. In 1659 leed hij een zware nederlaag tegen Denemarken in de Slag bij Nyborg. Filips Florinus moest vluchten en reisde na de dood van de Zweedse koning Karel X Gustaaf in 1660 naar Venetië. In dienst van de Venetiaanse Republiek streed hij tijdens de Kretenzische oorlog (1645-1669) tegen de Turken. Na een machtsstrijd binnen de republiek verliet hij Venetië in 1662 en bood zijn diensten bij het keizerlijk hof in Wenen aan. In 1664 behaalde hij als veldmaarschalk en opperbevelhebber van de keizerlijke cavalerie een klinkende overwinning op het Turkse leger in de Slag bij Szentgotthárd. Later diende hij nog in de Franse, Zweedse en Beierse legers.

## Franz Philipp Florinus
In 1702 verscheen Oeconomus prudens et legalis, oder Allgemeiner Kluger und Rechtsverständiger Hausvater, volgens Heinz Haushofer het hoogtepunt van de Hausväterliteratur. Lange tijd werd aangenomen dat Paltsgraaf Filips van Sulzbach onder het pseudoniem 'Franz Philipp Florinus' delen van dit werk geschreven had, of ten minste de drijvende kracht erachter was geweest. Waarschijnlijk werd de Oeconomus prudens et legalis echter geschreven door Franciscus Phillipus Florinus (1649–1699), een lutherse predikant die als bibliothecaris aan het hof van Filips' oudste broer Christiaan August werkte.